# Nathan Phillips (actor)
Nathan Phillips (Sunbury, Victoria (Austràlia), 13 de març de 1980) és un actor australià.

## Vida i carrera
La seva carrera professional va començar el 1999, amb un paper a la popular telenovel·la australiana Veïns. La seva carrera televisiva va ser seguida més tard per papers a Child Star: The Shirley Temple Story, Blue Heelers, Something in the Air i The Saddle Club.
El 2002, va fer el seu debut al llargmetratge amb un paper a Warriors of Virtue: The Return to Tao (també protagonitzat per Kevin Smith, Shedrack Anderson III i Nina Liu). El seu següent paper, el protagonista a Australian Rules, li va valer una nominació al premi al Millor Actor del Cercle de Crítics de Cinema d'Austràlia, al costat de David Gulpilil, Guy Pearce i Vince Colosimo.
La carrera cinematogràfica de Phillips l'ha vist protagonitzar ambdues produccions australianes, com ara Take Away (amb Rose Byrne), One Perfect Day (amb Abbie Cornish) i Under the Radar, i produccions de Hollywood com ara Chernobyl Diaries, Redline i Surfer, Dude i sobretot Serps a l'avió. Potser és més conegut pel seu paper de motxiller Ben Mitchell a la reeixida pel·lícula de terror del 2005 Wolf Creek. Després de l'èxit d'aquesta pel·lícula, Phillips es va traslladar a Los Angeles, on va estar basat durant diversos anys.
Tot i que es va inclinar per a grans produccions a Hollywood després de l'èxit de Wolf Creek, Phillips va optar per viatjar durant llargs períodes, en lloc de centrar-se en la seva carrera com a actor. La carrera de Phillips Fins ara, ha consistit principalment en papers en pel·lícules de baix pressupost i treballs de televisió, com ara el seu paper de Tom Wills, el primer jugador de cricket important d'Austràlia i pare del futbol australià. El 2020, Phillips va aparèixer a la sèrie de Nine Network Halifax: Retribution.
A partir del 2019, Phillips torna a viure a la seva Austràlia natal i hi treballa en projectes de televisió i cinema. A més d'actuar, Phillips va ser productor de Blood Vessel.

## Filmografia

### Cinema
| Any  | Títol                                 | Paper               | Notes         |
| ---- | ------------------------------------- | ------------------- | ------------- |
| 2001 | Child Star: The Shirley Temple Story  | Hugh                | Telefilm      |
| 2002 | Australian Rules                      | Gary "Blacky" Black | Llargmetratge |
| 2002 | Warriors of Virtue: The Return to Tao | Ryan Jeffers        | Llargmetratge |
| 2003 | Take Away                             | Dave                | Llargmetratge |
| 2004 | Under the Radar                       | Brandon             | Llargmetratge |
| 2004 | One Perfect Day                       | Trig                | Llargmetratge |
| 2005 | Wolf Creek                            | Ben Mitchell        | Llargmetratge |
| 2005 | You and Your Stupid Mate              | Philip              | Llargmetratge |
| 2006 | Serps a l'avió                        | Sean Jones          | Feature film  |
| 2007 | West                                  | Jerry               | Llargmetratge |
| 2007 | Redline                               | Carlo               | Llargmetratge |
| 2008 | Surfer, Dude                          | Baker Smith         | Llargmetratge |
| 2008 | Dying Breed                           | Jack                | Llargmetratge |
| 2009 | Balibo                                | Malcolm Rennie      | Llargmetratge |
| 2010 | Summer Coda                           | Joey                | Llargmetratge |
| 2010 | Quit                                  | Benji               |               |
| 2012 | Chernobyl Diaries                     | Michael             | Llargmetratge |
| 2014 | These Final Hours                     | James               | Llargmetratge |
| 2014 | Tom Wills                             | Tom Wills           | Llargmetratge |
| 2019 | Blood Vessel                          | Sinclair            | Llargmetratge |
| 2021 | The Devil Below                       | Cain                | Llargmetratge |

### Televisió
| Any  | Títol                | Paper                  | Notes              |
| ---- | -------------------- | ---------------------- | ------------------ |
| 1999 | Veïns                | John "Teabag" Teasdale | sèrie de televisió |
| 2001 | The Saddle Club      | Red O'Malley #1        | sèrie de televisió |
| 2014 | The Bridge           | Jack Dobbs             | sèrie de televisió |
| 2016 | Hunters              | Flynn Carroll          | sèrie de televisió |
| 2020 | Halifax: Retribution |                        | sèrie de televisió |

## Premis
- Nominat: 2001 Film Critics Circle of Australia: Millor actor (Australian Rules).[6]
- Guanyador: XLVII Festival Internacional de Cinema Fantàstic de Catalunya: premi al millor actor compartit amb Kōji Yakusho.[7]